# Ghislain Akassou
Ghislain Akassou (ur. 15 lutego 1975 w Abidżanie) – iworyjski piłkarz grający na pozycji obrońcy. W reprezentacji Wybrzeża Kości Słoniowej rozegrał 29 meczów i strzelił 1 gola.

## Kariera klubowa
Karierę piłkarską Akassou rozpoczął w klubie ASEC Mimosas. W 1995 roku zadebiutował w jego barwach w pierwszej lidze Wybrzeża Kości Słoniowej. Wraz z zespołem ASEC trzykrotnie wywalczył mistrzostwo kraju w latach 1995, 1997 i 1998 oraz dwukrotnie zdobył Puchar Wybrzeża Kości Słoniowej w latach 1995 i 1997. Trzykrotnie wygrał też superpuchar kraju (1995, 1997 i 1998).
W 1998 roku Akassou wyjechał do Europy, a jego pierwszym klubem na tym kontynencie był szwajcarski drugoligowiec FC Locarno. Grał w nim przez dwa sezony, a w 2000 roku odszedł do włoskiego AC Pistoiese, z którym w 2002 roku spadł z Serie B do Serie C1. Po spadku Pistoiese odszedł do Sieny i w 2003 roku wywalczył z nią awans do Serie A. W Serie A jednak nie zadebiutował i po sezonie 2003/2004 odszedł do AC Prato, z którym spadł z Serie C1 do Serie C2. W 2005 roku grał w AS Latina, a na początku 2006 odszedł do SS Sambenedettese, w którym zakończył karierę piłkarską.
| Sezon   | Klub              | Kraj                     | Rozgrywki        | Mecze | Bramki |
| ------- | ----------------- | ------------------------ | ---------------- | ----- | ------ |
| 1995    | ASEC Mimosas      | Wybrzeże Kości Słoniowej | Ligue 1 MTN      | ?     | ?      |
| 1996    | ASEC Mimosas      | Wybrzeże Kości Słoniowej | Ligue 1 MTN      | ?     | ?      |
| 1997    | ASEC Mimosas      | Wybrzeże Kości Słoniowej | Ligue 1 MTN      | ?     | ?      |
| 1998    | ASEC Mimosas      | Wybrzeże Kości Słoniowej | Ligue 1 MTN      | ?     | ?      |
| 1998/99 | FC Locarno        | Szwajcaria               | Challenge League | 20    | 1      |
| 1999/00 | FC Locarno        | Szwajcaria               | Challenge League | 13    | 0      |
| 2000/01 | AC Pistoiese      | Włochy                   | Serie B          | 10    | 0      |
| 2001/02 | AC Pistoiese      | Włochy                   | Serie B          | 21    | 2      |
| 2002/03 | AC Siena          | Włochy                   | Serie B          | 10    | 0      |
| 2003/04 | AC Siena          | Włochy                   | Serie A          | 0     | 0      |
| 2004/05 | AC Prato          | Włochy                   | Serie C1         | 23    | 3      |
| 2005/06 | AS Latina         | Włochy                   | Serie C2         | 12    | 0      |
| 2005/06 | SS Sambenedettese | Włochy                   | Serie C1         | 2     | 1      |

## Kariera reprezentacyjna
W reprezentacji Wybrzeża Kości Słoniowej Akassou zadebiutował w 1997 roku. W swojej karierze czterokrotnie był powoływany do kadry na Puchar Narodów Afryki. W 1996 roku był rezerwowym podczas Pucharu Narodów Afryki 1996 i nie rozegrał tam żadnego meczu. W 1998 roku wystąpił 2 razy podczas Pucharu Narodów Afryki 1998: z Angolą (5:2) i w ćwierćfinale z Egiptem (0:0, k. 4:5). Z kolei w 2000 roku rozegrał 1 mecz Pucharu Narodów Afryki 2000, z Ghaną (2:0), a w 2002 roku – 1 w Pucharze Narodów Afryki 2002, z Demokratyczną Republiką Konga (1:3). Od 1997 do 2003 roku rozegrał w kadrze narodowej 29 spotkań, w których strzelił 1 gola.